# Pedrucho (película)
Pedrucho es una película española producida Principal Films por y dirigida por Henri Vorins en 1924 con temática taurina. La protagonizó el torero eibarrés Pedro Basauri Paguaga, más conocido como Pedrucho. Junto a Pedrucho completaron el elenco Paulette Landais, José Durany, Joaquín Carrasco, Jaime Devesa y Leonor Perelli. El guion fue de Jose "Amichatis" Amich Bert con argumento de Alfonso de Figueroa y Melgar (Duque de Tovar) y fotografía de José Gaspar. Se rodó en Barcelona y Sevilla y se estrenó en Madrid.